# Ашагы-Тала
Ашагы-Тала (азерб. Aşağı Tala) — село в Загатальском районе Азербайджана. Расположено на правом берегу реки Тала, которая отделяет ее от районного центра города Загатала. Население — 6653 человек.

## История
Название села означает Нижняя Тала.
Под названием Талы Закатальского округа указано в Кавказском календаре от 1912 года. Население численностью на то время 6105 человек, указывается азербайджанским (мугалы).

## Население
Население состоит преимущественно из азербайджанцев - 3738 чел. по данным переписи 1970 года. По тем же данным в селе отмечаются лезгины - 83 чел., цахуры - 11 чел., русские и украинцы - 5 чел., и другие. Занято население в основном садоводством и животноводством.

## Известные уроженцы
- Гурбан Гурбанов — советский и азербайджанский футболист, тренер.
- Севиль Газиева — первая женщина-механизатор на хлопкоуборочной технике, депутат Верховного Совета Азербайджанской ССР.
- Гасанова Залхай — советский азербайджанский табаковод, Герой Социалистического Труда.
- Шабанбеков Узеир — начальник УНКВД Алма-Атинской области.
- Илькин Гыртымов —  азербайджанский футболист.